# Nemeskövi Dénes
Nemeskövi Dénes (Nagykáta, 1945. június 6. – Budapest, 2020. március 22.) többszörös olimpiai és világbajnok, magyar mesterszakács.

## Pályafutása
A Szabadság Szállóban 1965 és 1968 között szakács. 1968-tól tizennyolc éven át a Duna Intercontinental Szálló konyhafőnök helyettese. 1986-tól a Thermál, 1989-től a Mercure Korona Szálló konyhafőnöke.
A hazai konyhák mellett külföldön is számtalanszor dolgozott. Másfél évet töltött Japánban, háromszor is visszahívták Párizsba. Megfordult az NSZK, Hollandia, Ausztria, Kalifornia, Arizona, Venezuela és Mexikó elismert vendéglátóhelyeinek konyháiban is.

## Nyugdíjas tervek
"- A szakácsként eltöltött 46 év után sem gondolok arra, hogy elszakadjak a szakmától. Bár nem leszek munkaviszonyban sehol, sok barátom, ismerősöm kért meg, hogy segítsek nekik a konyhán, az étlapok megtervezésében, és erre mindig örömmel vállalkozom. Most elértem oda, hogy passzió lesz az, ami eddig a munkám volt. Így jobban tudom majd hasznosítani kísérletező kedvemet is, hiszen nem kötnek sem anyaghányadok, sem a beszerzési költségek, és engem felszabadít az, hogy kísérletezhetek. Szeretném minden tudásomat, a megismert újdonságokat beépíteni az Étrend Konyhafőnökök Egyesülete, és a Magyar Nemzeti Gasztronómiai Szövetség programjaiba, amelyeknek az a célja, hogy visszaállítsuk a magyar gasztronómiát a világ élvonalába, oda, ahol a helye van. Tervezzük azt is, hogy a szövetség honlapján közzéteszünk olyan recepteket, amelyek profi szakácsoktól származnak, és amelyek szakmailag hitelesek."

## Díjak, elismerések
- Mesterszakács (1982)
- Kétszeres szakácsolimpiai bajnok (1984)
- Egyszeres szakácsvilág bajnok (1985)
- Kétszeres szakácsvilág bajnok (1986)
- Egyszeres szakácsolimpiai bajnok (1988)
- Pannónia-díj (1996)
- Vensz József-díj (1997)
- Fehér Sapka Klub tagja[2] (1997)
- Az év gasztranómusa (2005)

## Nemeskövi Dénes receptek
Rábaközi halászlé
Hozzávalók 10 személyre: 300 gr pontyfilé, 300 gr fogasfilé, 300 gr harcsafilé, 350 gr haltej és ikra, 300 gr csukafilé, 1500 gr vegyes halcsont 500 gr vöröshagyma, 450 gr tejföl, 250 ml tejszín, 2 csomag kapor, 2 db babérlevél, 50 gr liszt, 50 gr só, 60 gr fűszerpaprika, 3 db citrom
A halfiléket egyenlő darabokra vágjuk. Befűszerezzük sóval, fűszerpaprikával. Készítünk halászléalapot finomra vágott vöröshagymával és a halcsontokkal. A halászléalapot átszűrjük, majd újból felforraljuk. Hozzáadjuk a pácolt haldarabokat, fűszerezzük sóval, fűszerpaprikával, babérlevéllel kb.10 percig, főzzük, és tejfölös tejszínes habarással behabarjuk. Jól kiforraljuk, és végül belerakjuk a finomra vágott kaprot. Adhatunk betétnek apró burgonya gombócokat dekorációnak szeletelt citromszeleteket.

- Károly György szakácskönyvéből: Pulykaleves japánosan
- Rozmaringos kacsafilé Archiválva 2020. október 1-i dátummal a Wayback Machine-ben

## Publikációi
- Recept gyűjtemény szójaliszt, sárgaborsóliszt és rizsliszt felhasználásával készíthető étel- és tésztaféleségekre; s.n., Bp., 1984
- Mesterszakácsok gázon főzött mesterművei (társszerző)
- Á la carte Budapest